# Patara marmorata
Patara marmorata är en insektsart som beskrevs av Fowler 1904. Patara marmorata ingår i släktet Patara och familjen Derbidae. Inga underarter finns listade i Catalogue of Life.